# 847 Agnia
A 847 Agnia (ideiglenes jelöléssel 1915 XX) a Naprendszer kisbolygóövében található aszteroida. Grigorij Neujmin fedezte fel 1915. szeptember 2-án.